# ATF7
El factor de transcripción dependiente de AMPc 7, también conocido como ATF7 (de sus siglas en inglés Activating Transcription Factor 7), es una proteína codificada en humanos por el gen atf7.

## Interacciones
La proteína ATF7 ha demostrado ser capaz de interaccionar con: 
- PTP4A1[4]